# Campeonato Mundial de Media Maratón de 1999
El Campeonato Mundial de Media Maratón Palermo 1999 fue una competición de media maratón organizada por la Asociación Internacional de Federaciones de Atletismo (IAAF en inglés). La octava edición tuvo lugar el día 3 de octubre de 1999 en Palermo, Italia. Contó con la participación de 192 atletas provenientes de 48 países. La carrera femenina comenzó a las 09:35 tiempo local, mientras que la masculina dio inicio a las 09:45 horas.

## Medallero
| Evento                  | Oro                         | Plata                              | Bronce                          |
| ----------------------- | --------------------------- | ---------------------------------- | ------------------------------- |
| Individual              |                             |                                    |                                 |
| Media maratón masculina | Paul Tergat Kenia 1:01:50   | Hendrick Ramaala Sudáfrica 1:01:50 | Tesfaye Jifar Etiopía 1:01:51   |
| Media maratón femenina  | Tegla Loroupe Kenia 1:08:48 | Mizuki Noguchi Japón 1:09:12       | Catherine Ndereba Kenia 1:09:23 |
| Por equipos             |                             |                                    |                                 |
| Media maratón masculina | Sudáfrica 3:06:01           | Etiopía 3:06:03                    | Kenia 3:06:03                   |
| Media maratón femenina  | Kenia 3:27:40               | Japón 3:30:06                      | Rusia · 3:31:49                 |

## Resultados

### Media maratón masculina
Los resultados de la carrera de media maratón masculina fueron los siguientes:
| Pos.                                | Nombre                    | País              | Tiempo  | Notas |
| ----------------------------------- | ------------------------- | ----------------- | ------- | ----- |
| Medalla de oro, Juegos Olímpicos    | Paul Tergat               | Kenia             | 1:01:50 |       |
| Medalla de plata, Juegos Olímpicos  | Hendrick Ramaala          | Sudáfrica         | 1:01:50 |       |
| Medalla de bronce, Juegos Olímpicos | Tesfaye Jifar             | Etiopía           | 1:01:51 |       |
| 4                                   | Abdellah Béhar            | Francia           | 1:01:53 |       |
| 5                                   | Eduardo Henriques         | Portugal          | 1:01:53 |       |
| 6                                   | Abner Chipu               | Sudáfrica         | 1:01:54 |       |
| 7                                   | Laban Chege               | Kenia             | 1:01:54 |       |
| 8                                   | Tesfaye Tola              | Etiopía           | 1:01:56 |       |
| 9                                   | Fekadu Degefu             | Etiopía           | 1:02:16 |       |
| 10                                  | Mluleki Nobanda           | Sudáfrica         | 1:02:17 |       |
| 11                                  | Sammy Korir               | Kenia             | 1:02:19 |       |
| 12                                  | Gert Thys                 | Sudáfrica         | 1:02:24 |       |
| 13                                  | Kamiel Maase              | Países Bajos      | 1:02:33 |       |
| 14                                  | Toshiyuki Hayata          | Japón             | 1:02:35 |       |
| 15                                  | Faustin Baha              | Tanzania          | 1:02:41 |       |
| 16                                  | Gebremariam Gebremedhin   | Etiopía           | 1:02:46 |       |
| 17                                  | Philip Rugut              | Kenia             | 1:02:59 |       |
| 18                                  | Rachid Berradi            | Italia            | 1:03:03 |       |
| 19                                  | Larbi Zéroual             | Francia           | 1:03:05 |       |
| 20                                  | Alberto Chaíça            | Portugal          | 1:03:08 |       |
| 21                                  | Toshiaki Tezuka           | Japón             | 1:03:20 |       |
| 22                                  | Araya Berhane             | Etiopía           | 1:03:24 |       |
| 23                                  | Shigeru Aburaya           | Japón             | 1:03:26 |       |
| 24                                  | Rachid Ziar               | Argelia           | 1:03:32 |       |
| 25                                  | Teodoro Cuñado            | España            | 1:03:33 |       |
| 26                                  | Javier Caballero          | España            | 1:03:39 |       |
| 27                                  | Mohamed Serbouti          | Francia           | 1:03:41 |       |
| 28                                  | Jafred Lorone             | Uganda            | 1:03:44 |       |
| 29                                  | José Ramos                | Portugal          | 1:03:49 |       |
| 30                                  | Tsuyoshi Ogata            | Japón             | 1:03:50 |       |
| 31                                  | Antonio Martins           | Francia           | 1:03:55 |       |
| 32                                  | Jumanne Tuluway           | Tanzania          | 1:03:57 |       |
| 33                                  | Antonio Serrano           | España            | 1:03:58 |       |
| 34                                  | Hakim Bagy                | Francia           | 1:03:58 |       |
| 35                                  | Koen Allaert              | Bélgica           | 1:04:00 |       |
| 36                                  | Giacomo Leone             | Italia            | 1:04:00 |       |
| 37                                  | Roberto Barbi             | Italia            | 1:04:02 |       |
| 38                                  | Aiduna Aitnafa            | Países Bajos      | 1:04:02 |       |
| 39                                  | Said Boumhandi            | Marruecos         | 1:04:10 |       |
| 40                                  | Mark Steinle              | Reino Unido       | 1:04:11 |       |
| 41                                  | Scott Larson              | Estados Unidos    | 1:04:14 |       |
| 42                                  | Alejandro Cuahtepizi      | México            | 1:04:32 |       |
| 43                                  | José Dias                 | Portugal          | 1:04:32 |       |
| 44                                  | Christian Nemeth          | Bélgica           | 1:04:42 |       |
| 45                                  | Vladimir Tsyamchik        | Bielorrusia       | 1:04:44 |       |
| 46                                  | John Sence                | Estados Unidos    | 1:04:55 |       |
| 47                                  | Kim Gillard               | Australia         | 1:05:04 |       |
| 48                                  | Marco Gielen              | Países Bajos      | 1:05:08 |       |
| 49                                  | António Resende           | Portugal          | 1:05:11 |       |
| 50                                  | Kevin Odiorne             | Estados Unidos    | 1:05:19 |       |
| 51                                  | Amar Dahbi                | Argelia           | 1:05:19 |       |
| 51                                  | Kamal Kohil               | Argelia           | 1:05:19 |       |
| 52                                  | Sebastiano Mazzara        | Italia            | 1:05:20 |       |
| 53                                  | Sebastián Bürklein        | Alemania          | 1:05:21 |       |
| 54                                  | Ahmed Abd El-Mangoud      | Egipto            | 1:05:34 |       |
| 55                                  | Pavel Loskutov            | Estonia           | 1:05:45 |       |
| 56                                  | Rachid Boulenouar         | Argelia           | 1:05:47 |       |
| 57                                  | Miguel Bravo              | México            | 1:05:47 |       |
| 58                                  | Nick Jones                | Reino Unido       | 1:05:57 |       |
| 59                                  | Drago Paripović           | Croacia           | 1:05:58 |       |
| 60                                  | Stéphane Rousseau         | Bélgica           | 1:06:10 |       |
| 61                                  | Delmir dos Santos         | Brasil            | 1:06:13 |       |
| 62                                  | David Taylor              | Reino Unido       | 1:06:13 |       |
| 63                                  | Alphonse Munyeshyaka      | Ruanda            | 1:06:21 |       |
| 64                                  | Masayuki Kobayashi        | Japón             | 1:06:26 |       |
| 65                                  | Borislav Dević            | Yugoslavia        | 1:06:32 |       |
| 66                                  | Francis Yiga              | Uganda            | 1:06:47 |       |
| 67                                  | Óscar Fernández           | España            | 1:06:50 |       |
| 68                                  | Fouly Salem               | Egipto            | 1:06:50 |       |
| 69                                  | Zarislav Gapeyenko        | Bielorrusia       | 1:06:52 |       |
| 70                                  | Christian Fischer         | Alemania          | 1:06:54 |       |
| 71                                  | Sipho Dlamini             | Suazilandia       | 1:06:59 |       |
| 72                                  | Jan Křižák                | Eslovaquia        | 1:07:00 |       |
| 73                                  | Toomas Tarm               | Estonia           | 1:07:08 |       |
| 74                                  | Ali Awad                  | Líbano            | 1:07:10 |       |
| 75                                  | Ahmed Abdel Rasool Badry  | Egipto            | 1:07:17 |       |
| 76                                  | Leszek Lewandowski        | Polonia           | 1:07:25 |       |
| 77                                  | Margus Pirksaar           | Estonia           | 1:07:32 |       |
| 78                                  | Pavel Faschingbauer       | República Checa   | 1:07:39 |       |
| 79                                  | Isaiah Dlamini            | Suazilandia       | 1:07:42 |       |
| 80                                  | Oliver Mintzlaff          | Alemania          | 1:07:42 |       |
| 81                                  | Lucky Bhembe              | Suazilandia       | 1:07:44 |       |
| 82                                  | Vasilios Zabélis          | Grecia            | 1:07:47 |       |
| 83                                  | Glynn Tromans             | Reino Unido       | 1:07:49 |       |
| 84                                  | Jeff Campbell             | Estados Unidos    | 1:07:50 |       |
| 85                                  | Job Sikoria               | Uganda            | 1:08:30 |       |
| 86                                  | Michael Fietz             | Alemania          | 1:08:33 |       |
| 87                                  | Francisco Bautista        | México            | 1:08:38 |       |
| 88                                  | Sokhibdjan Sharipov       | Tayikistán        | 1:08:50 |       |
| 89                                  | Gabriel Mazimpaka         | Ruanda            | 1:08:51 |       |
| 90                                  | Nedeljko Ravić            | Croacia           | 1:08:55 |       |
| 91                                  | António Zeferino          | Cabo Verde        | 1:09:05 |       |
| 92                                  | Seif Eldin El-Nur         | Sudán             | 1:09:10 |       |
| 93                                  | Joseph Sterlino           | Sudán             | 1:09:27 |       |
| 94                                  | Shadrack Hoff             | Sudáfrica         | 1:09:44 |       |
| 95                                  | Cordero Roy Vargas        | Costa Rica        | 1:10:02 |       |
| 96                                  | Ahmed Boulahia            | Argelia           | 1:10:07 |       |
| 97                                  | Ramiz Taipi               | Yugoslavia        | 1:10:11 |       |
| 98                                  | Mohamed Al-Khawlani       | Yemen             | 1:10:11 |       |
| 99                                  | Vladimir Tonchinskiy      | Bielorrusia       | 1:10:12 |       |
| 100                                 | Ivica Škopac              | Croacia           | 1:10:13 |       |
| 101                                 | Miguel Romero             | Ecuador           | 1:13:19 |       |
| 102                                 | Hussein Awada             | Líbano            | 1:13:35 |       |
| 103                                 | Ihab Salama               | Palestina         | 1:13:41 |       |
| 104                                 | Omar Abdel Latif          | Líbano            | 1:14:05 |       |
| 105                                 | Weldon Johnson            | Estados Unidos    | 1:14:58 |       |
| 106                                 | Frederick Baldacchino     | Malta             | 1:14:58 |       |
| 107                                 | Khalid Al-Estashi         | Yemen             | 1:15:40 |       |
| 108                                 | Vasiliy Andreyev          | Uzbekistán        | 1:16:35 |       |
| 109                                 | Abdel Salam Al-Dabaji     | Palestina         | 1:18:48 |       |
| —                                   | Daniel Ferreira           | Brasil            | DNF     |       |
| —                                   | Geraldo de Assis          | Brasil            | DNF     |       |
| —                                   | Michele Gamba             | Italia            | DNF     |       |
| —                                   | Shem Kororia              | Kenia             | DNF     |       |
| —                                   | Ali Mohamad               | Sudán             | DNF     |       |
| —                                   | John Nada Saya            | Tanzania          | DNF     |       |
| —                                   | Yevgeniy Nujdin           | Uzbekistán        | DNF     |       |
| —                                   | Esmail Al-Dawla           | Yemen             | DNF     |       |
| —                                   | Silvio Guerra             | Ecuador           | DNS     |       |
| —                                   | Néstor Jarni              | Ecuador           | DNS     |       |
| —                                   | Ahmed Aly Aly             | Egipto            | DNS     |       |
| —                                   | Wael Anwar Adan           | Egipto            | DNS     |       |
| —                                   | José Luis Ebatela Nvó     | Guinea Ecuatorial | DNS     |       |
| —                                   | Diosdado Edjang Ndemesogo | Guinea Ecuatorial | DNS     |       |
| —                                   | Sergey Zabavski           | Tayikistán        | DNS     |       |
| —                                   | Joseph Nsubuga            | Uganda            | DNS     |       |
| —                                   | Santino Diang             | Sudán             | DNS     |       |
| —                                   | Gabriel Ndour             | Senegal           | DNS     |       |
| —                                   | Malick Seck               | Senegal           | DNS     |       |
| —                                   | Medson Chibwe             | Zambia            | DNS     |       |
| —                                   | Vincent Hatuleke          | Zambia            | DNS     |       |
| —                                   | Sam Mfula Mwape           | Zambia            | DNS     |       |
| —                                   | Mohammed S.A. Salama      | Palestina         | DNS     |       |

### Media maratón femenina
Los resultados de la carrera de media maratón femenina fueron los siguientes:
| Pos.                                | Nombre                | País           | Tiempo  | Notas |
| ----------------------------------- | --------------------- | -------------- | ------- | ----- |
| Medalla de oro, Juegos Olímpicos    | Tegla Loroupe         | Kenia          | 1:08:48 |       |
| Medalla de plata, Juegos Olímpicos  | Mizuki Noguchi        | Japón          | 1:09:12 |       |
| Medalla de bronce, Juegos Olímpicos | Catherine Ndereba     | Kenia          | 1:09:23 |       |
| 4                                   | Joyce Chepchumba      | Kenia          | 1:09:29 |       |
| 5                                   | Reiko Tosa            | Japón          | 1:09:36 |       |
| 6                                   | Valentina Yegórova    | Rusia          | 1:09:59 |       |
| 7                                   | Elana Meyer           | Sudáfrica      | 1:10:20 |       |
| 8                                   | Luminița Talpoș       | Rumania        | 1:10:33 |       |
| 9                                   | Lyudmila Biktasheva   | Rusia          | 1:10:35 |       |
| 10                                  | Alina Ivanova         | Rusia          | 1:11:15 |       |
| 11                                  | Hiromi Katayama       | Japón          | 1:11:18 |       |
| 12                                  | Constantina Tomescu   | Rumania        | 1:11:22 |       |
| 13                                  | Margaret Okayo        | Kenia          | 1:11:29 |       |
| 14                                  | Derartu Tulu          | Etiopía        | 1:11:33 |       |
| 15                                  | Ana Isabel Alonso     | España         | 1:11:38 |       |
| 16                                  | Cristina Pomacu       | Rumania        | 1:11:45 |       |
| 17                                  | Satomi Matsuo         | Japón          | 1:11:48 |       |
| 18                                  | Lyudmila Petrova      | Rusia          | 1:11:53 |       |
| 19                                  | Ágata Bálsamo         | Italia         | 1:11:58 |       |
| 20                                  | Jane Omoro            | Kenia          | 1:12:10 |       |
| 21                                  | Olivera Jevtić        | Yugoslavia     | 1:12:32 |       |
| 22                                  | Marian Sutton         | Reino Unido    | 1:12:36 |       |
| 23                                  | Rosaria Console       | Italia         | 1:12:46 |       |
| 24                                  | María Abel            | España         | 1:13:08 |       |
| 25                                  | Lyubov Morgunova      | Rusia          | 1:13:25 |       |
| 26                                  | Ritsuko Sasaki        | Japón          | 1:13:26 |       |
| 27                                  | Florinda Andreucci    | Italia         | 1:13:33 |       |
| 28                                  | Tereza Yohanes        | Etiopía        | 1:13:38 |       |
| 29                                  | Birhan Dagne          | Reino Unido    | 1:13:41 |       |
| 30                                  | Fátima Hajjami        | Francia        | 1:13:55 |       |
| 31                                  | Gabrielle OʼRourke    | Nueva Zelanda  | 1:14:12 |       |
| 32                                  | Gitte Karlshøj        | Dinamarca      | 1:14:15 |       |
| 33                                  | Lucilla Andreucci     | Italia         | 1:15:05 |       |
| 34                                  | Susan Michelsson      | Australia      | 1:15:07 |       |
| 35                                  | Mónica Pont           | España         | 1:15:12 |       |
| 36                                  | Alemitu Bekele        | Etiopía        | 1:15:27 |       |
| 37                                  | Marlene Fortunato     | Brasil         | 1:15:29 |       |
| 38                                  | Teyba Erkesso         | Etiopía        | 1:15:48 |       |
| 39                                  | Michelle Byrne        | Estados Unidos | 1:15:55 |       |
| 40                                  | Lynn Fitzsimmons      | Estados Unidos | 1:16:14 |       |
| 41                                  | Christine McNamara    | Estados Unidos | 1:16:18 |       |
| 42                                  | Marie Boyd            | Estados Unidos | 1:16:37 |       |
| 43                                  | Annemette Jensen      | Dinamarca      | 1:16:47 |       |
| 44                                  | Asegedech Gizaw       | Etiopía        | 1:16:53 |       |
| 45                                  | Silvana Trampuz       | Australia      | 1:17:12 |       |
| 46                                  | Stefanija Statkuvienė | Bélgica        | 1:17:30 |       |
| 47                                  | Theresa du Toit       | Sudáfrica      | 1:17:33 |       |
| 48                                  | Jo Lodge              | Reino Unido    | 1:17:36 |       |
| 49                                  | Krystyna Pieczulis    | Polonia        | 1:18:02 |       |
| 50                                  | Azwindini Lukhwareni  | Sudáfrica      | 1:18:28 |       |
| 51                                  | Carlien Cornelissen   | Sudáfrica      | 1:18:37 |       |
| 52                                  | Shireen Crumpton      | Nueva Zelanda  | 1:19:21 |       |
| 53                                  | Kelly Liljeblad       | Estados Unidos | 1:19:23 |       |
| 54                                  | Nili Avramski         | Israel         | 1:20:20 |       |
| 55                                  | Yeoryía Abatzídou     | Grecia         | 1:20:45 |       |
| 56                                  | Dana Janecková        | Eslovaquia     | 1:21:28 |       |
| 57                                  | Vesna Stevanović      | Yugoslavia     | 1:21:34 |       |
| 58                                  | Sarah Mahlangu        | Sudáfrica      | 1:22:01 |       |
| 59                                  | Margarita Cabello     | México         | 1:22:28 |       |
| 60                                  | Tijana Pavičić        | Croacia        | 1:25:58 |       |
| 61                                  | Slavica Brčić         | Croacia        | 1:25:59 |       |
| 62                                  | Irina Matrosova       | Uzbekistán     | 1:28:25 |       |
| 63                                  | Kristinka Marković    | Croacia        | 1:30:24 |       |
| 64                                  | Gina Coello           | Honduras       | 1:30:27 |       |
| 65                                  | Yuliya Arfipova       | Uzbekistán     | 1:35:45 |       |
| 66                                  | Aleksandra Rodigina   | Uzbekistán     | 1:35:45 |       |
| —                                   | Carolyn Schuwalov     | Australia      | DNF     |       |
| —                                   | Sonja Deckers         | Bélgica        | DNF     |       |
| —                                   | Milka Mihailova       | Bulgaria       | DNF     |       |
| —                                   | Annick Clouvel        | Francia        | DNF     |       |
| —                                   | Sonia Maccioni        | Italia         | DNF     |       |
| —                                   | Iulia Olteanu         | Rumania        | DNF     |       |
| —                                   | Valentina Enaki       | Moldavia       | DNS     |       |
| —                                   | Mable Chiwama         | Zambia         | DNS     |       |
| —                                   | Florina Pana          | Rumania        | DQ      | §     |

§ La rumana Florina Pana llegó inicialmente cuarta con 1:09:26, pero dio positivo para Nandrolona y fue descalificada.

## Resultados por equipos

### Media maratón masculina
La clasificación final por equipos de la carrera de media maratón masculina fue la siguiente:
| Pos.                                | País           | Equipo                                                     | Tiempo  |
| ----------------------------------- | -------------- | ---------------------------------------------------------- | ------- |
| Medalla de oro, Juegos Olímpicos    | Sudáfrica      | Hendrick Ramaala Abner Chipu Mluleki Nobanda               | 3:06:01 |
| Medalla de plata, Juegos Olímpicos  | Etiopía        | Tesfaye Jifar Tesfaye Tola Fekadu Degefu                   | 3:06:03 |
| Medalla de bronce, Juegos Olímpicos | Kenia          | Paul Tergat Laban Chege Sammy Korir                        | 3:06:03 |
| 4                                   | Francia        | Abdellah Béhar Larbi Zéroual Mohamed Serbouti              | 3:08:39 |
| 5                                   | Portugal       | Eduardo Henriques Alberto Chaíça José Ramos                | 3:08:50 |
| 6                                   | Japón          | Toshiyuki Hayata Toshiaki Tezuka Shigeru Aburaya           | 3:09:21 |
| 7                                   | Italia         | Rachid Berradi Giacomo Leone Roberto Barbi                 | 3:11:05 |
| 8                                   | España         | Teodoro Cuñado Javier Caballero Antonio Serrano            | 3:11:10 |
| 9                                   | Países Bajos   | Kamiel Maase Aiduna Aitnafa Marco Gielen                   | 3:11:43 |
| 10                                  | Estados Unidos | Scott Larson John Sence Kevin Odiorne                      | 3:14:28 |
| 11                                  | Argelia        | Rachid Ziar Amar Dahbi Kamal Kohil                         | 3:14:10 |
| 12                                  | Bélgica        | Koen Allaert Christian Nemeth Stéphane Rousseau            | 3:14:52 |
| 13                                  | Reino Unido    | Mark Steinle Nick Jones David Taylor                       | 3:16:21 |
| 14                                  | México         | Alejandro Cuahtepizi Miguel Bravo Francisco Bautista       | 3:18:57 |
| 15                                  | Uganda         | Jafred Lorone Francis Yiga Job Sikoria                     | 3:19:01 |
| 16                                  | Egipto         | Ahmed Abd El-Mangoud Fouly Salem Ahmed Abdel Rasool Badry  | 3:19:41 |
| 17                                  | Alemania       | Sebastián Bürklein Christian Fischer Oliver Mintzlaff      | 3:19:57 |
| 18                                  | Estonia        | Pavel Loskutov Toomas Tarm Margus Pirksaar                 | 3:20:25 |
| 19                                  | Bielorrusia    | Vladimir Tsyamchik Zarislav Gapeyenko Vladimir Tonchinskiy | 3:21:48 |
| 20                                  | Suazilandia    | Sipho Dlamini Isaiah Dlamini Lucky Bhembe                  | 3:22:25 |
| 21                                  | Croacia        | Drago Paripović Nedeljko Ravić Ivica Škopac                | 3:25:06 |
| 22                                  | Líbano         | Ali Awad Hussein Awada Omar Abdel Latif                    | 3:34:50 |
| —                                   | Brasil         | Delmir dos Santos Daniel Ferreira Geraldo de Assis         | DNF     |
| —                                   | Sudán          | Seif Eldin El-Nur Joseph Sterlino Ali Mohamad              | DNF     |
| —                                   | Tanzania       | Faustin Baha Jumanne Tuluway John Nada Saya                | DNF     |
| —                                   | Yemen          | Mohamed Al-Khawlani Khalid Al-Estashi Esmail Al-Dawla      | DNF     |

### Media maratón femenina
La clasificación final por equipos de la carrera de media maratón femenina fue la siguiente:
| Pos.                                | País           | Equipo                                               | Tiempo  |
| ----------------------------------- | -------------- | ---------------------------------------------------- | ------- |
| Medalla de oro, Juegos Olímpicos    | Kenia          | Tegla Loroupe Catherine Ndereba Joyce Chepchumba     | 3:27:40 |
| Medalla de plata, Juegos Olímpicos  | Japón          | Mizuki Noguchi Reiko Tosa Hiromi Katayama            | 3:30:06 |
| Medalla de bronce, Juegos Olímpicos | Rusia          | Valentina Yegórova Lyudmila Biktasheva Alina Ivanova | 3:31:49 |
| 4                                   | Rumania        | LuminițUn Talpoș Constantina Diţă Cristina Pomacu    | 3:33:40 |
| 5                                   | Italia         | Ágata Bálsamo Rosaria Console Florinda Andreucci     | 3:38:17 |
| 6                                   | España         | Ana Isabel Alonso María Abel Mónica Pont             | 3:39:58 |
| 7                                   | Etiopía        | Derartu Tulu Tereza Yohanes Alemitu Bekele Aga       | 3:40:38 |
| 8                                   | Reino Unido    | Marian Sutton Birhan Dagne Jo Lodge                  | 3:43:53 |
| 9                                   | Sudáfrica      | Elana Meyer Theresa du Toit Azwindini Lukhwareni     | 3:46:21 |
| 10                                  | Estados Unidos | Michelle Byrne Lynn Fitzsimmons Christine McNamara   | 3:48:27 |
| 11                                  | Croacia        | Tijana Pavičić Slavica Brčić Kristinka Marković      | 4:22:21 |
| 12                                  | Uzbekistán     | Irina Matrosova Yuliya Arfipova Aleksandra Rodigina  | 4:39:55 |
| —                                   | Australia      | Susan Michelsson Silvana Trampuz Carolyn Schuwalov   | DNF     |

## Participación
El evento contó con 192 atletas (119 hombres y 73 mujeres) provenientes de 48 países. No obstante pese a haber anunciado su participación,  Guinea Ecuatorial,  Moldavia,  Senegal y  Zambia no asistieron.
- Alemania
- Argelia
- Australia
- Bielorrusia
- Bélgica
- Brasil
- Bulgaria
- Cabo Verde
- Costa Rica
- Croacia
- Dinamarca
- Ecuador
- Egipto
- España
- Estados Unidos
- Estonia
- Etiopía
- Francia
- Grecia
- Honduras
- Israel
- Italia
- Japón
- Kenia
- Líbano
- Malta
- Marruecos
- México
- Países Bajos
- Nueva Zelanda
- Palestina
- Polonia
- Portugal
- Reino Unido
- República Checa
- Rumania
- Rusia
- Ruanda
- Eslovaquia
- Sudáfrica
- Sudán
- Suazilandia
- Tayikistán
- Tanzania
- Uganda
- Uzbekistán
- Yemen
- Yugoslavia